# ليو ماير (لاعب كرة قاعدة)
ليو ماير (بالإنجليزية: Leo Meyer)‏ هو لاعب كرة قاعدة أمريكي، ولد في 29 مارس 1888 في آيوا سيتي في الولايات المتحدة، وتوفي في 2 سبتمبر 1968 في سميرنا في الولايات المتحدة.

## وصلات خارجية
- ليو ماير على موقعبيزبول رفرنس.كوم (الدوري الرئيسي) (الإنجليزية)
- ليو ماير على موقعبيزبول رفرنس.كوم (الدوري الثانوي) (الإنجليزية)